# Tesla Mato
Tesla Mato (Mato) је кућни рачунар фирме Tesla који је почео да се производи у Словачкој током 1989. године.
Користио је MHB 8080A (источноевропска верзија 8080) микропроцесорску јединицу а RAM меморија рачунара је имала капацитет од 48 KB, укључујући видео RAM.

## Детаљни подаци
Детаљнији подаци о рачунару Mato су дати у табели испод.
|                       |                                                            |
| [ 1 ]                 |                                                            |
| Произвођач            |                                                            |
| Тип                   | кућни рачунар                                              |
| Меморија              | 48 KB, укључујући видео RAM                                |
| Поријекло             | Словачка                                                   |
| Година                | 1989                                                       |
| Тастатура             | пуни помак тастера 53 тастера                              |
| Процесор              | (источноевропска верзија 8080)                             |
| Фреквенција процесора | 4,164                                                      |
| RAM                   | 48 KB, укључујући видео RAM                                |
| ROM                   | 14 - OS + Graphics Basic - 2 NET OS од 1990, само за школе |
| Текст                 | непознато                                                  |
| Графика               | 255 x 255 тачака                                           |
| Боја                  | једна боја                                                 |
| Звук                  | мали звучник (1 канал)                                     |
| Димензије             | 30 (ширина) x 19,2 (дубина) x 6,7 (висина) / 1,6           |
| Портови               |                                                            |
| Оперативни систем     |                                                            |